# Eduard Beneš
Eduard Beneš (21. června 1911 Semily – 24. srpna 1996) byl český germanista a didaktik cizích jazyků.

## Životopis
Eduard Beneš studoval bohemistiku a germanistiku na Karlově univerzitě v Praze a byl žákem Otokara Fischera a Josefa Janka. Po promoci v roce 1934 působil 20 let jako gymnaziální profesor v Praze (jedním z jeho žáků na Akademickém gymnáziu je mj. proslulý literární historik Peter Demetz). Ze školního prostředí pak odchází na Akademii věd a zde působí na Katedře cizích jazyků. V roce 1961 obhájil kandidátskou práci na téma Beiträge zur Syntax des Fachstiles der gegenwärtigen deutschen Sprache.
Jeho neúnavná přednášková činnost na zahraničních i domácích lingvistických fórech (např. Kruhu moderních filologů), četných zahraničních a všech tehdejších domácích univerzitách, jakož i jeho činnost v redakčních radách a nejrůznějších komisích ustala poté, co skončilo pražské jaro 1968. Půl roku před svým odchodem do důchodu byl v roce 1970 propuštěn z Akademie věd, byl nucen opustit i svou práci v mezinárodním měřítku. Jeho slavné vědecké jméno konotoval komunistický režim s jeho politickým jmenovcem, po roce 1971 nesměl doma publikovat vůbec, a tak část jeho pozdějších prací vycházela v zahraničí. Doma vyšly některé jeho práce (především učebnice) pod jménem několika jeho přátel. Jeho jméno se objevilo veřejně až po roce 1989, kdy byl opět uveden mezi spoluautory 5. vydání Praktické mluvnice němčiny v roce 1997.

## Profesní zaměření
Bohaté zkušenosti ze středoškolské výuky Eduard Beneš dokonale zhodnotil ve svém lingvistickém myšlení, a to jak v oblasti lingvistického popisu, tak v aplikované lingvistice – didaktice. Hlavní oblastí jeho činnosti byla metodika výuky dospělých, převážně mladých akademických pracovníků – tzv. vědeckých aspirantů z mnoha oborů.
Eduard Beneš se věnoval především syntaxi, odbornému jazyku, kontrastivní lingvistice a lingvodidaktice němčiny.
V Benešově kandidátské práci z roku 1961 se naplno projevila návaznost na myšlenky Pražské školy. To je zřejmé i z jeho dalších prací, jež se zabývají tématy stále aktuálními (nominalizací, man-Satz, porušováním větného rámce, stylistickou diferenciací odborného stylu atd.). Strukturní analýza současného jazyka pak pokrývá tematicky celá následující léta. Dnes si jméno Eduarda Beneše spojujeme především s propracováním Mathesiovy koncepce aktuálního členění větného (Funktionale Satzperspektive), jež je v Benešově pojetí z roku 1973 vhodné chápat jako organizaci a hierarchii sémantických jednotek odpovídající jejich sdělovací hodnotě.

## Publikační činnost
Bibliografie všech Benešových prací (včetně řady heslových statí pro Ottův slovník naučný týkajících se německé a rakouské literatury), která je součástí prvního pokusu o zmapování jeho publikační činnosti, čítá celkem 269 položek.
Tématy mnoha článků jsou otázky gramatického minima, role gramatiky ve vyučování cizím jazykům, odborný jazyk, typologie konverzačních cvičení, ale i problémy jednotné fonetické transkripce a otázky výslovnostní normy. Široký záběr doplňuje mnoho kritických recenzí na tehdejší novinky germanistické jazykovědy.
Publikace, na nichž se podílel a jichž si i dnešní didaktici němčiny velmi váží, jsou zejména učebnice němčiny pro různé typy škol, různé věkové kategorie a cílové skupiny (např. řada učebnic pro 7. – 9. třídu základní devítileté školy z let 1961,1962,1963 a Němčinu pro vědecké a odborné spolupracovníky z roku 1965).

### Přehled publikací (výběr)
- Slovesné tvary v novočeském jazyce spisovném za posledních 80 let (od r. 1848). rukopis;
- Začátek německé věty z hlediska aktuálního členění větného.  ČMF, 1959, 205-217;
- Normalizovaná mluvnická terminologie pro vyučování cizím jazykům. Cizí jazyky ve škole, 4, 1960-61, 245-248;
- Úloha mluvnice při vyučování cizím jazykům. Cizí jazyky ve škole, 5, 1961-62, 145-155;
- Otázky gramatického minima při vyučování cizím jazykům. In: Prednášky v krúžku moderných filologov. Bratislava 1963, 42-61;
- Terminologická poznámka k pojmům „norma“ a „kodifikace“. SaS, 22, 1961, 273-276;
- Studium národních spisovných jazyků a jazyková kultura. Otázky jazykové kultury v NDR. NŘ, 49, 1966, 291-301;
- Aktuální členění věty v němčině v konfrontaci s češtinou. JA 1966, 13-14; Otázky konfrontace češtiny s němčinou. ČMF, 49, 1967, 95-104;
- Německé věty s man a jejich stylistické využití. SaS, 28, 1967, 410-418;
- Naše lingvistika a vyučování cizím jazykům. SaS, 29, 1968, 415-419;
- Problematika jazykových kontaktů na VI. mezinárodním sjezdu slavistů. II. Slovansko-německé jazykové vztahy. Slavia, 38, 1969, 294-295;
- Němčina pro jazykové školy 1. – 8. (spolu s kol. autorů). SPN, Praha 1970;
- Česko-německý slovník (Za vedení a redakce H. Siebenscheina, zpracovali Beneš a kol.). SPN, Praha 1968.